# Приз имени Альфонсо Форда

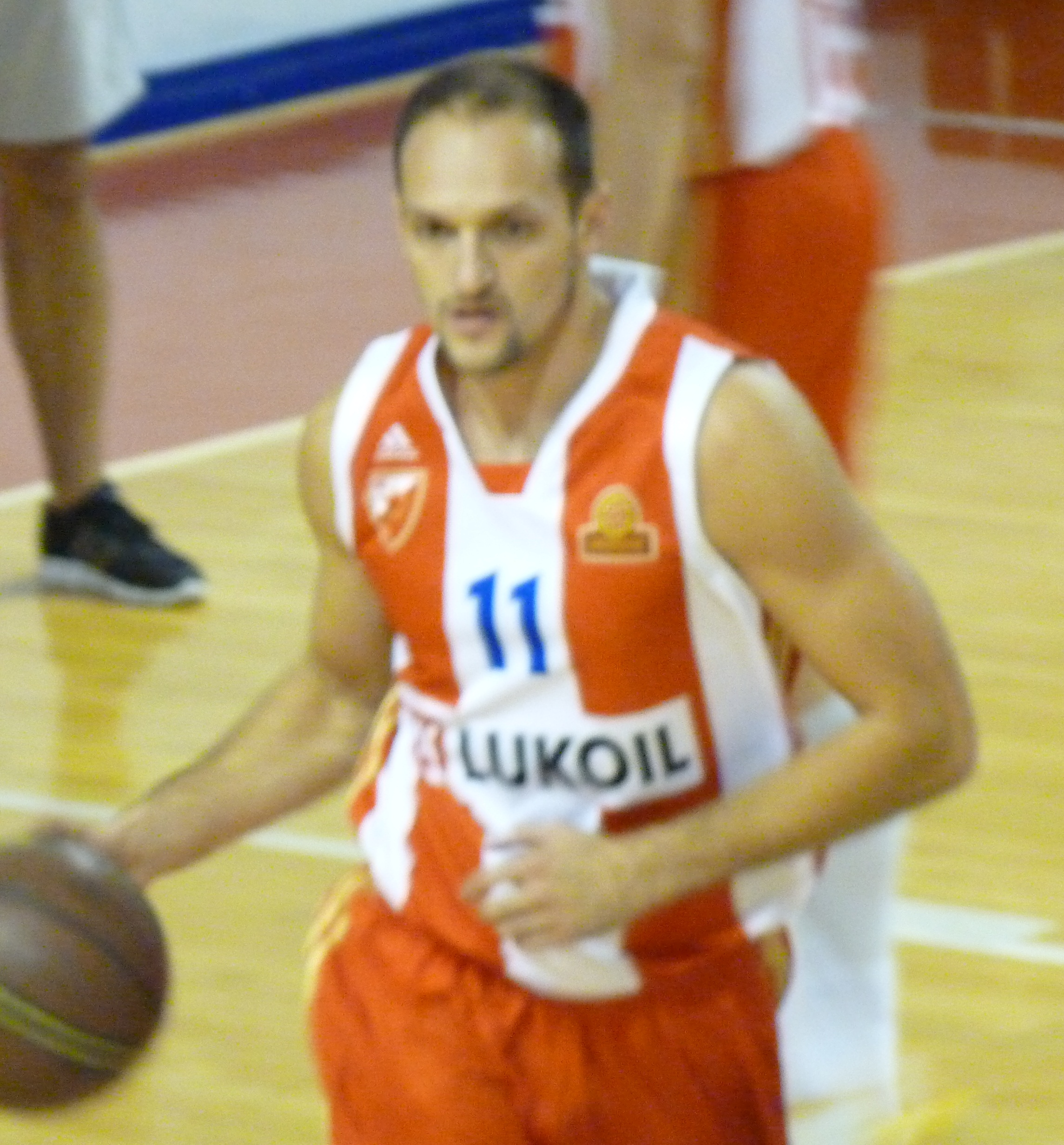
Игор Ракочевич — трёхкратный обладатель Трофи Альфонсо Форда

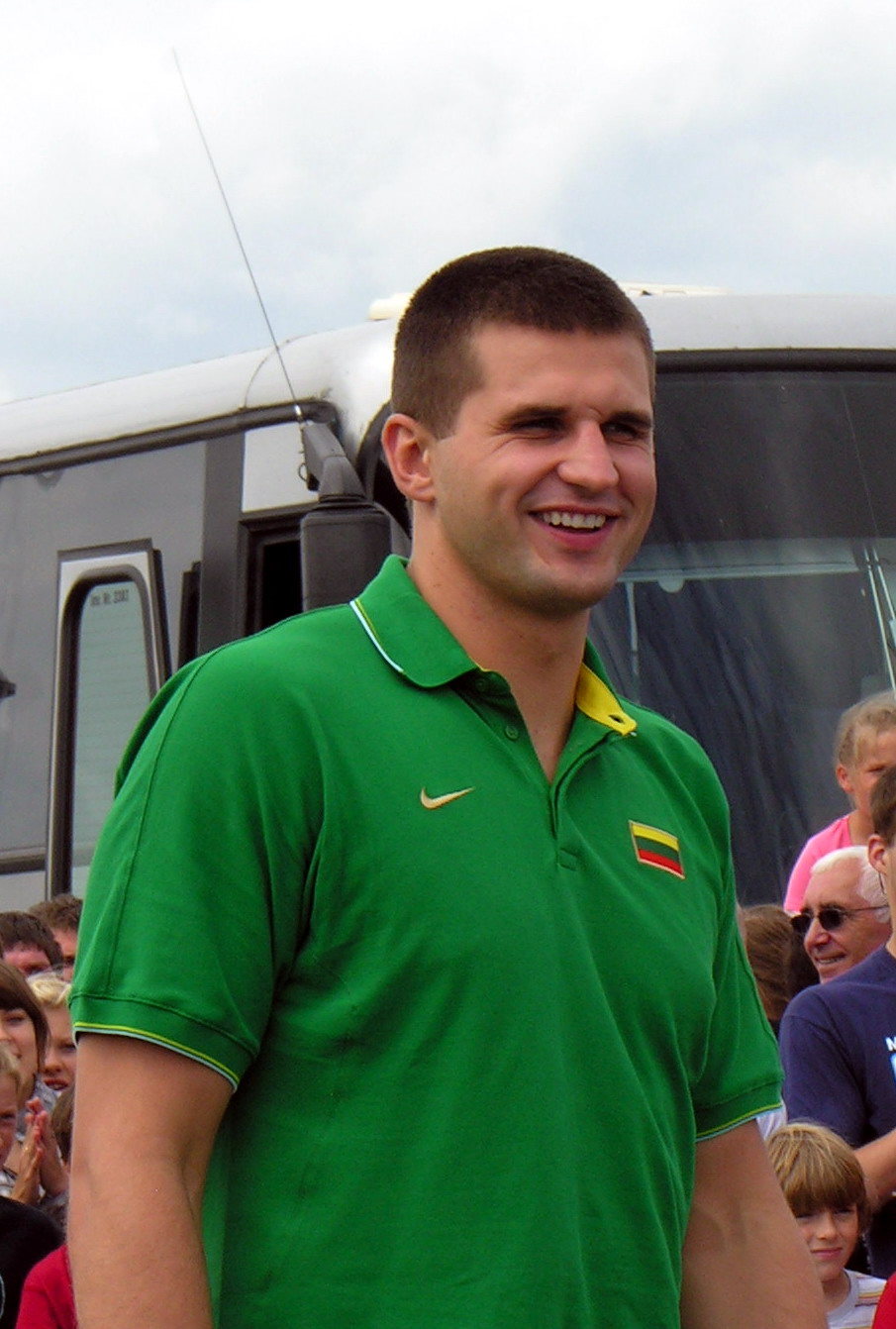
Линас Клейза — обладатель Приза Альфонсо Форда в сезоне 2009/2010 годов

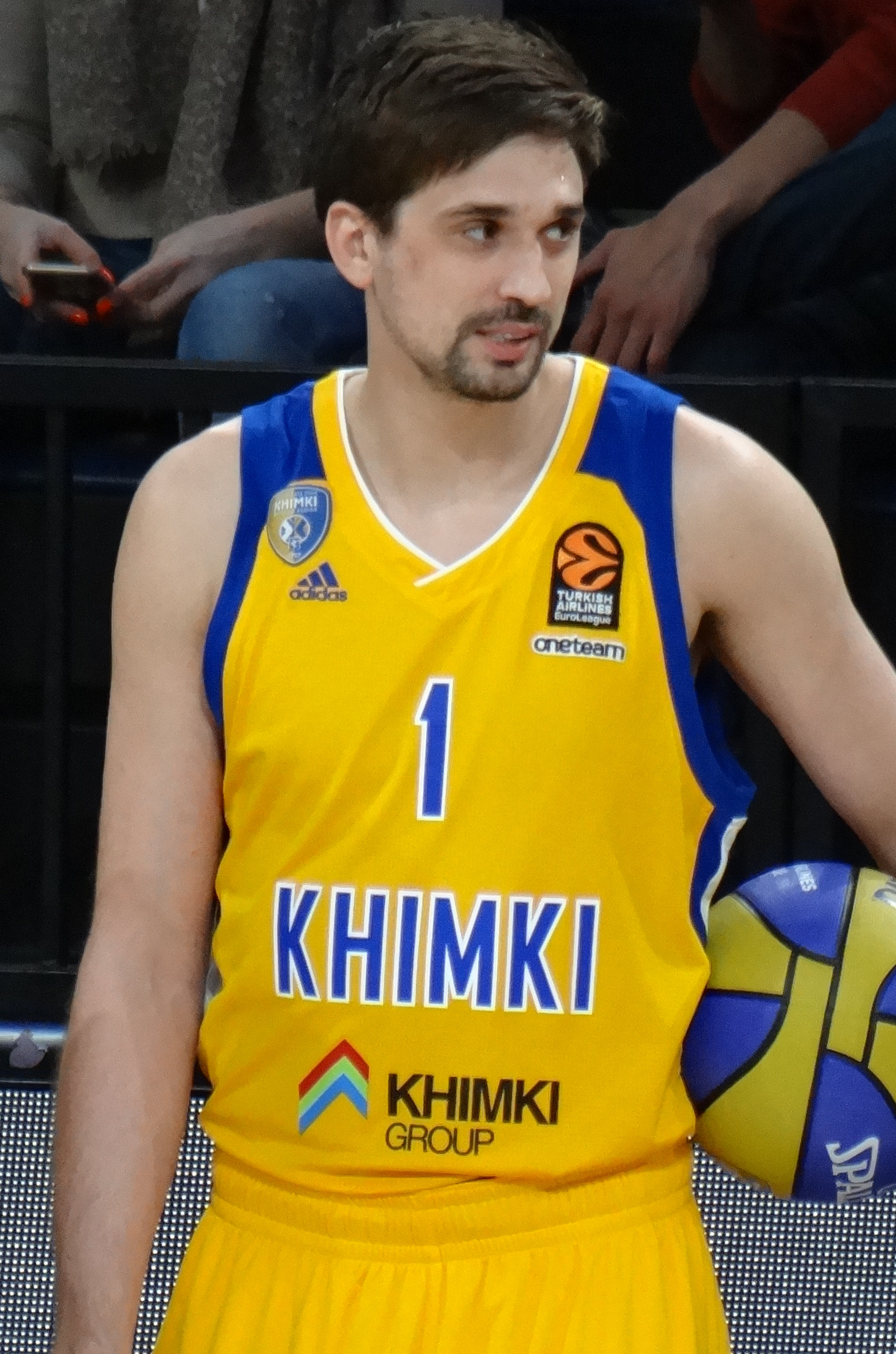
Алексей Швед — первый российский обладатель Приза Альфонсо Форда (в сезоне 2017/18)

Приз лучшему снайперу имени Альфонсо Форда (англ. Alphonso Ford Trophy) вручается баскетболисту, ставшему самым результативным игроком по итогам групповых этапов и плей-офф сезона в Евролиге. Награда названа в честь американского баскетболиста Альфонсо Форда, вручается начиная с сезона 2004-05. Приз был учреждён после того, как любимец болельщиков и один из лидеров Лиги (в сезонах 2000/01 и 2001/02) по количеству набранных очков Альфонсо Форд умер от лейкемии. Трофи Альфонсо Форда лучшему бомбардиру присуждается ежегодно игроку Евролиги с наибольшим количеством очков в среднем за минимальное количество игр, не включая матчи в рамках «Финала четырёх». Почетную награду игроку вручают во время ежегодного торжественного гала-ужина, который проходит в рамках «Финала четырёх». 
Игорь Ракочевич («Эфес Пилсен») 3-кратный обладатель Приза лучшему снайперу имени Альфонсо Форда. Первым обладателем Трофи Альфонсо Форда стал американский защитник «Скаволини» Чарльз Смит. Марк Салиерс единственный обладатель титула, чья команда («Шораль Роан Баскет») не вышла в Топ-16. По правилам присуждения награды игроку необходимо провести минимум 13 матчей, тогда как Салиерс сыграл 14, набрав в среднем по 21,79 очков за игру. Текущий обладатель награды — Маркус Ховард («Баскония»).

## Победители
| Сезон     | Гражданство        | Игрок              | Команда            | Очки, в ср. за матч |
| --------- | ------------------ | ------------------ | ------------------ | ------------------- |
| 2004/2005 | США                | Чарльз Смит        | Скаволини          | 20,7                |
| 2005/2006 | США                | Дрю Николас        | Бенеттон           | 18,5                |
| 2006/2007 | Сербия             | Игор Ракочевич     | Тау Керамика       | 16,2                |
| 2007/2008 | США                | Марк Салиерс       | Шораль Роан Баскет | 21,8                |
| 2008/2009 | Сербия             | Игор Ракочевич (2) | Тау Керамика       | 18,0                |
| 2009/2010 | Литва              | Линас Клейза       | Олимпиакос         | 17,1                |
| 2010/2011 | Сербия             | Игор Ракочевич (3) | Эфес Пилсен        | 17,2                |
| 2011/2012 | Северная Македония | Бо Маккалебб       | Монтепаски         | 16,9                |
| 2012/2013 | США                | Бобби Браун        | Монтепаски         | 18,8                |
| 2013/2014 | США                | Кит Лэнгфорд       | Олимпия Милан      | 17,6                |
| 2014/2015 | Черногория         | Тэйлор Рочести     | Нижний Новгород    | 18,9                |
| 2015/2016 | Франция            | Нандо Де Коло      | ЦСКА               | 18,9                |
| 2016/2017 | США                | Кит Лэнгфорд (2)   | УНИКС              | 21,8                |
| 2017/2018 | Россия             | Алексей Швед       | Химки              | 21,8                |
| 2018/2019 | США                | Майк Джеймс        | Олимпия Милан      | 20,2                |
| 2020/2021 | Россия             | Алексей Швед (2)   | Химки              | 19,8                |
| 2021/2022 | Сербия             | Василие Мицич      | Анадолу Эфес       | 18,2                |
| 2022/2023 | Болгария           | Александр Везенков | Олимпиакос         | 17,6                |
| 2023/2024 | США                | Маркус Ховард      | Баскония           | 19,5                |
| 2024/2025 | США                | Кендрик Нанн       | Панатинаикос       | 21,1                |